# Lana de roca

Lana de roca

La lana de roca, perteneciente a la familia de las lanas minerales, es un material fabricado a partir de la roca volcánica. Se utiliza principalmente como aislante térmico y como protección pasiva contra el fuego en la edificación, debido a su estructura fibrosa multidireccional, que le permite albergar aire relativamente inmóvil en su interior.

## Historia
La lana de roca es un producto natural descubierto por primera vez en Hawái a principios del siglo XX, fruto de la acción natural de los volcanes. A raíz de este descubrimiento, se da con la manera de fabricar este material de manera artificial. En el año 1937 la empresa Rockwool, comienza su producción en Hedehusene, Dinamarca.

## Fabricación
El proceso de fabricación de la lana de roca pretende emular la acción natural de un volcán. La roca basáltica (diabasa) es fundida a más de 1600 °C en un horno (cubilote) para así retornarla a su estado inicial de lava. La lava es vertida en unas ruedas que giran a gran velocidad, y se transforma en fibras debido al efecto de la fuerza centrífuga. Tras la pulverización de un ligante orgánico, se reúnen las fibras para formar un colchón de lana primaria. Después de haber sido más o menos comprimido, dependiendo de las prestaciones buscadas, ese colchón pasa a la última fase de curado donde el producto adopta su forma final. La composición de la lana de roca fruto de este proceso es aproximadamente de 98% roca volcánica y 2% ligante orgánico.

## Propiedades de la lana de roca

### Comportamiento térmico
La estructura de la lana de roca contiene aire seco y estable en su interior, por lo que actúa como obstáculo a las transferencias de calor caracterizándose por su baja conductividad térmica, la cual está entre los 0.050 y 0.031 W/m·K, aislando tanto de temperaturas bajas como altas. Presenta un comportamiento térmico similar a la lana de vidrio.   

### Comportamiento acústico
Debido a su estructura multidireccional y elástica, la lana de roca frena el movimiento de las partículas de aire y disipa la energía sonora, empleándose como acondicionador acústico para evitar reverberaciones y ecos excesivos. Asimismo se emplea como absorbente acústico en sistemas "masa-muelle-masa".

### Comportamiento ante el fuego
La lana de roca es un material no combustible, siendo de Clase A1 según la clasificación europea de reacción al fuego de los materiales de la construcción. Se utiliza como protección contra el fuego en edificios, pues conserva sus propiedades mecánicas intactas incluso expuesta a temperaturas superiores a 1000 °C. Los poliestirenos EPS/XPS y el poliuretano son inflamables y cumplen con las mismas normas de trabajo de utilizar gafas, guardapolvos y mascarilla protectora. 

### Beneficios aplicado a la agricultura
Gracias a que es un material con hebras y que retiene el aire es ideal para cultivar de forma hidropónica diferentes tipos de plantas y vegetales.

## Seguridad del material
Deben tomarse precauciones al manipular un producto de fibra, ya que puede irritar los ojos, la piel y las vías respiratorias. La OSHA (EE.UU.) proporciona un resumen de la información de salud y seguridad en el trabajo.
La Agencia Internacional para la Investigación sobre el Cáncer (IARC) revisó la carcinogenicidad de fibras minerales artificiales en octubre de 2002. El grupo de trabajo de la IARC concluyó que permanecen sólo los materiales más biopersistentes clasificados por la IARC como "posiblemente cancerígenos para los seres humanos" (Grupo 2B). Estos incluyen fibras cerámicas refractarias, que se utilizan industrialmente como aislamiento en ambientes de alta temperatura, tales como los altos hornos y ciertos usos especiales lanas de vidrio no se utilicen como material aislante.  En contraste, las lanas de fibra vítrea más comúnmente usados producidas desde el año 2000, incluida la lana de vidrio para aislamiento, lana de roca y lana de escoria, se consideran "no clasificables en cuanto a carcinogenicidad en humanos" (Grupo 3). 
Se producen fibras biosolubles alta (HT-fibras) que no causan daño a la célula humana.  Estos nuevos materiales se han probado para la carcinogenicidad y se encontró que la mayoría no son cancerígenos, o que causan tumores en animales de experimentación sólo en condiciones muy específicas de exposición. El grupo de trabajo del IARC Monografía "eligió no hacer una evaluación global de las fibras de nuevo desarrollo diseñadas para ser menos biopersistentes como el silicato alcalinotérreo o de alta alúmina, lanas de baja de sílice. Esta decisión fue tomada en parte porque no hay datos en humanos disponibles, aunque estas fibras que han sido probadas parecen tener un bajo potencial cancerígeno en animales de experimentación, y debido a que el Grupo de Trabajo tuvo dificultad para categorizar estas fibras en grupos significativos basados en la composición química".